# إدوارد عويس
إدوارد توما عُوِيس (3 نوفمبر 1936 - 27 يوليو 2008) شاعر ومدرس وباحث أدبي أردني، حمل لقب شاعر الأردن الكبير ولقـّب بقلعة الضاد في الأوساط الأدبية الأردنية حيث كان أول من أطلق عليه هذا اللقب صحافة جامعة اليرموك.
ولد في عجلون وأكمل دراسته الثانونية في مدارسها. عمل في مدرّسًا في وزارة التربية والتعليم الأردنية لمدة 30 سنة. واصل أثناء عمله دراساته الجامعية في جامعات لبنان فحصل على شهادة الليسانس في الأدب العربي سنة 1972 من جامعة بيروت العربية ثم الدبلوم العام في الدراسات العليا من جامعة القديس يوسف، 1980. اهتم بأدب الطفل وبعض قصائده منشورة في الكتب المدرسية. له دواوين شعرية مطبوعة ومخطوطة. توفي مريضًا في عمّان ودفن في مسقط رأسه. 

## سيرته
وُلد إدوارد عويس في عجلون يوم 3 نوفمبر 1936 و نشأ بها. أنهى الثانوية العامة سنة 1958، قضى شطرا من طفولته المبكرة في فلسطين في بيسان وسمخ وطبريا حيث كان والده يعمل هناك. تابع دراسته الجامعية أثناء عمله في التدريس، فحصل على شهادة الليسانس في الأدب العربي من جامعة بيروت العربية بلبنان 1972، ثم شهادة الدبلوم العام في الدراسات العليا بقسم اللغة العربية وآدابها من جامعة القديس يوسف، 1980.
عمل مدرّساً في وزارة التربية والتعليم لمدة 30 سنة. كان عضواً في رابطة الكتاب الأردنيين.
مرض في عام 2006، فأرسل من قبل الملك عبد الله الثاني للعلاج في لندن فاكتسب الشفاء على أثرها ثم عاوده المرض بعد عامين فتوفِّي 27 يوليو 2008 بعد صراع مع المرض، ودُفن حيث أوصى على مدخل مدينة عجلون. 

## مهنته الأدبية وشعره
هو صاحب نظرية العروض اللوني ونظريات فنية تقنية في علوم اللغة العربية والخط العربي. ويعد من المؤسسين للحداثة الشعرية في الأردن.
بدأ كتابةَ الشعر وهو في الصف الرابع، وظهر أول نشاط أدبي له في مرحلة الطفولة من خلال مسرحيته وفاء العرب التي عُرضت في حينه بموافقة الحاكم الإداري في عجلون. ثم أصدر صحيفة تُكتب بخط اليد وتوزَّع على المدارس والمؤسسات والدوائر. تُدَرَّس بعض قصائده في كتب المناهج المدرسية الأردنية، وتُرجم بعضها إلى لغات أخرى.

دخل إدوارد عويس كل بيت في الأردن عن طريق قصائده المنشورة في كتب المناهج المدرسية والتي حفظها أطفال الأردن وغنوها نذكر منها النشيد الذي عُرف من خلاله:
وطني الأُردنُّ رسمْتُ غَدِي وحفـظْــتُ بهـاءَكَ لـلأبَـــدِ
وطنـي الأردنُّ أنا الأمـــلُ
أَزْهُــو بعيونِــكَ تــكتـحل
في تُرْبِكَ يا أَحلى بَلـَدِ
يَمْتَـدُّ بقلبيَ بُسْــــتانا
بِيدي بِيدي يَحلو العملُ
غاراً للنصــرِ وريحانا

## حياته الشخصية
تزوج من المعلمة نهيل حداد التي توفيت في 5 مارس 2019.  وابنته المهندسة يارا عويس. 

## مؤلفاته
من مجموعاته الشعرية:
- ريادة، 1977
- رواء المساء، 1985
- سوار الأغنيات، 2007
- أجراس قبل الرحيل، 2009

## وصلات خارجية
- موقع "الشاعر ادوارد عويس"